# CEE Stock Exchange Group
CEE Stock Exchange Group (CEESEG) – austriacki holding grupujący giełdy papierów wartościowych z Wiednia i Pragi.
Holding odpowiada za rozwój i kontakty międzynarodowe tych giełd, które zachowują pełną niezależność w zakresie bieżącej polityki rynkowej.